# Radovîci, Turiisk
Radovîci (în ucraineană Радовичі) este un sat în comuna Tulîciv din raionul Turiisk, regiunea Volînia, Ucraina.

## Demografie
Componența lingvistică a localității Radovîci
     Ucraineană (100%)
Conform recensământului din 2001, toată populația localității Radovîci era vorbitoare de ucraineană (100%).